# TJ Bystřice
TJ Bystřice je český fotbalový klub z Bystřice na Třinecku, který byl založen roku 1932. Od sezony 2021/22 hraje v 1A třídu Moravskoslezského kraje (6. nejvyšší soutěž).

## Historické názvy
Zdroj: 
- 1932 – SK Bystřice (Sportovní klub Bystřice)
- 1949 – Sokol Bystřice
- Jednota Bystřice
- TJ Bystřice (Tělovýchovná jednota Bystřice)
- 1995 – sloučení s SK Železárny Třinec „B“
- 1997 – osamostatnění
- 1998 – sloučení s SK Železárny Třinec „B“
- 2000 – osamostatnění
- TJ Karet Bystřice (Tělovýchovná jednota Karet Bystřice)
- TJ Bystřice (Tělovýchovná jednota Bystřice)

## Nejznámější hráči
- Zdeněk Dembinný – hráč a trenér Třince
- Zdeněk Jurček – hráč Třince
- Ivo Kopka – brankář Třince a Tatranu Prešov
- Marián Krajčovič – hráč Spartaku Trnava a Třince
- Štefan Kuchár – hráč Jednoty Žilina a Třince
- Karel Kula – reprezentant Československa
- Edvard Lasota – reprezentant ČR
- Rastislav Michalík – reprezentant SR
- Libor Sionko – reprezentant ČR

## Umístění v jednotlivých sezonách
Legenda: Z - zápasy, V - výhry, R - remízy, P - porážky, VG - vstřelené góly, OG - obdržené góly, +/- - rozdíl skóre, B - body, červené podbarvení - sestup, zelené podbarvení - postup, fialové podbarvení - reorganizace, změna skupiny či soutěže
| Československo (1990 – 1993)             |                                            |        |    |     |     |     |     |     |     |     |        |
| Sezóny                                   | Liga                                       | Úroveň | Z  | V   | R   | P   | VG  | OG  | +/- | B   | Pozice |
| 1990/91                                  | Severomoravský krajský přebor              | 5      | 30 | ... | ... | ... | ... | ... | ... | ... |        |
| 1991/92                                  | Divize E                                   | 4      | 30 | 10  | 9   | 11  | 40  | 46  | −6  | 29  | 9.     |
| 1992/93                                  | Divize E                                   | 4      | 30 | 6   | 5   | 19  | 35  | 79  | −44 | 17  | 16.    |
| Česko (1993 – )                          |                                            |        |    |     |     |     |     |     |     |     |        |
| Sezóna                                   | Liga                                       | Úroveň | Z  | V   | R   | P   | VG  | OG  | +/- | B   | Pozice |
| 1993/94                                  | Slezský župní přebor                       | 5      | 30 | 10  | 9   | 11  | 58  | 58  | 0   | 29  | 8.     |
| 1994/95                                  | Slezský župní přebor                       | 5      | 30 | 18  | 4   | 8   | 53  | 33  | +20 | 58  | 5.     |
| 1995 – 1997 viz SK Železárny Třinec „B“. |                                            |        |    |     |     |     |     |     |     |     |        |
| 1997/98                                  | Divize E                                   | 4      | 30 | 11  | 8   | 11  | 45  | 54  | −9  | 41  | 6.     |
| 1998 – 2000 viz SK Železárny Třinec „B“. |                                            |        |    |     |     |     |     |     |     |     |        |
| 2000/01                                  | Slezský župní přebor                       | 5      | 30 | 11  | 4   | 15  | 46  | 52  | −6  | 37  | 10.    |
| 2001/02                                  | Slezský župní přebor                       | 5      | 30 | 10  | 5   | 15  | 31  | 68  | −37 | 35  | 13.    |
| 2002/03                                  | Přebor Moravskoslezského kraje             | 5      | 30 | 9   | 8   | 13  | 37  | 47  | −10 | 35  | 13.    |
| 2003/04                                  | Přebor Moravskoslezského kraje             | 5      | 30 | 4   | 4   | 22  | 22  | 73  | −51 | 16  | 16.    |
| 2004/05                                  | I. A třída Moravskoslezského kraje – sk. B | 6      | 26 | 10  | 5   | 11  | 35  | 50  | −15 | 35  | 10.    |
| 2005/06                                  | I. A třída Moravskoslezského kraje – sk. B | 6      | 26 | 8   | 3   | 15  | 33  | 54  | −21 | 27  | 11.    |
| 2006/07                                  | I. A třída Moravskoslezského kraje – sk. B | 6      | 26 | 18  | 5   | 3   | 56  | 17  | +39 | 59  | 2.     |
| 2007/08                                  | Přebor Moravskoslezského kraje             | 5      | 30 | 8   | 5   | 17  | 34  | 69  | −35 | 29  | 15.    |
| 2008/09                                  | I. A třída Moravskoslezského kraje – sk. B | 6      | 26 | 9   | 5   | 12  | 30  | 53  | −23 | 32  | 10.    |
| 2009/10                                  | I. A třída Moravskoslezského kraje – sk. B | 6      | 26 | 9   | 6   | 11  | 38  | 38  | 0   | 33  | 8.     |
| 2010/11                                  | I. A třída Moravskoslezského kraje – sk. B | 6      | 26 | 10  | 4   | 12  | 55  | 55  | 0   | 34  | 8.     |
| 2011/12                                  | I. A třída Moravskoslezského kraje – sk. B | 6      | 26 | 10  | 4   | 12  | 52  | 48  | +4  | 34  | 8.     |
| 2012/13                                  | I. A třída Moravskoslezského kraje – sk. B | 6      | 26 | 9   | 9   | 8   | 47  | 51  | −4  | 36  | 7.     |
| 2013/14                                  | I. A třída Moravskoslezského kraje – sk. B | 6      | 26 | 5   | 11  | 10  | 38  | 50  | −12 | 26  | 13.    |
| 2014/15                                  | I. A třída Moravskoslezského kraje – sk. B | 6      | 26 | 11  | 3   | 12  | 46  | 50  | −4  | 36  | 8.     |
| 2015/16                                  | I. A třída Moravskoslezského kraje – sk. B | 6      | 26 | 12  | 4   | 10  | 39  | 41  | −2  | 40  | 6.     |
| 2016/17                                  | I. A třída Moravskoslezského kraje – sk. B | 6      | 26 | 7   | 5   | 14  | 38  | 52  | −14 | 26  | 11.    |
| 2017/18                                  | I. A třída Moravskoslezského kraje – sk. B | 6      | 26 | 12  | 6   | 8   | 43  | 35  | +8  | 42  | 6.     |
| 2018/19                                  | I. A třída Moravskoslezského kraje – sk. B | 6      | 26 | 16  | 6   | 5   | 48  | 31  | +17 | 53  | 1.     |
| ** 2019/20                               | Přebor Moravskoslezského kraje             | 5      | 15 | 1   | 5   | 9   | 21  | 42  | –21 | 8   | 15.    |
| ** 2020/21                               | Přebor Moravskoslezského kraje             | 5      | 11 | 5   | 1   | 5   | 22  | 17  | +5  | 17  | 7.     |
| 2021/22                                  | I. A třída Moravskoslezského kraje – sk. B | 6      | 24 | 10  | 2   | 12  | 51  | 48  | +3  | 32  | 7.     |
| 2022/23                                  | I. A třída Moravskoslezského kraje – sk. B | 6      | 24 | 11  | 7   | 6   | 48  | 34  | +14 | 40  | 4.     |
| 2023/24                                  | I. A třída Moravskoslezského kraje – sk. B | 6      | 26 | 15  | 5   | 6   | 55  | 21  | +34 | 50  | 3.     |
| 2024/25                                  | I. A třída Moravskoslezského kraje – sk. B | 6      | 24 | 18  | 6   | 0   | 61  | 22  | +39 | 60  | 1.     |

Poznámky:
- 1990/91: Po sezoně proběhla reorganizace nižších soutěží.
- 2006/07: Postoupilo taktéž vítězné mužstvo TJ Sokol Lískovec.

**= sezona předčasně ukončena z důvodu pandemie covidu-19

## Galerie

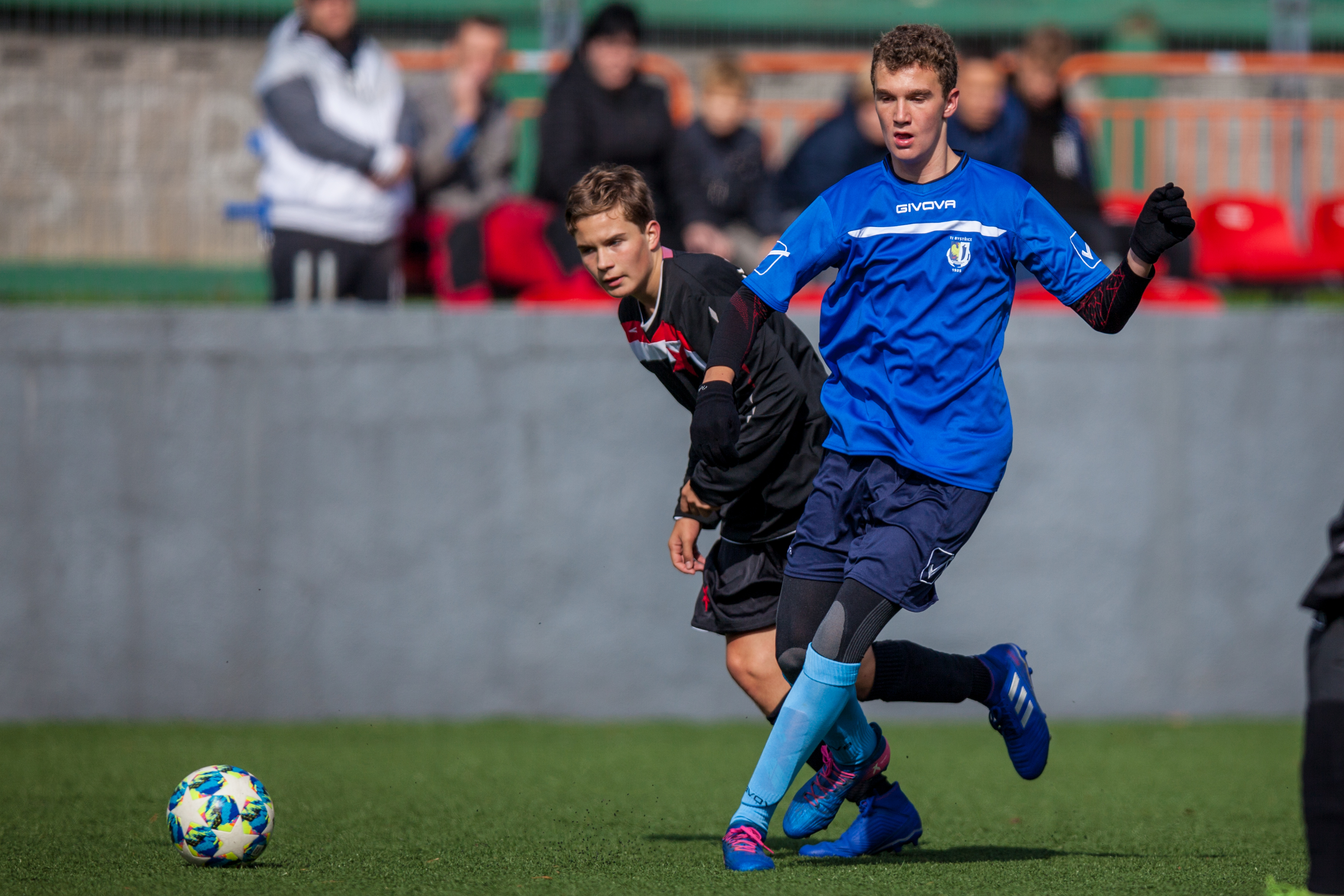
Zápas dorostu TJ Bystřice (v modrém) proti FK Slavia Orlová (2019)
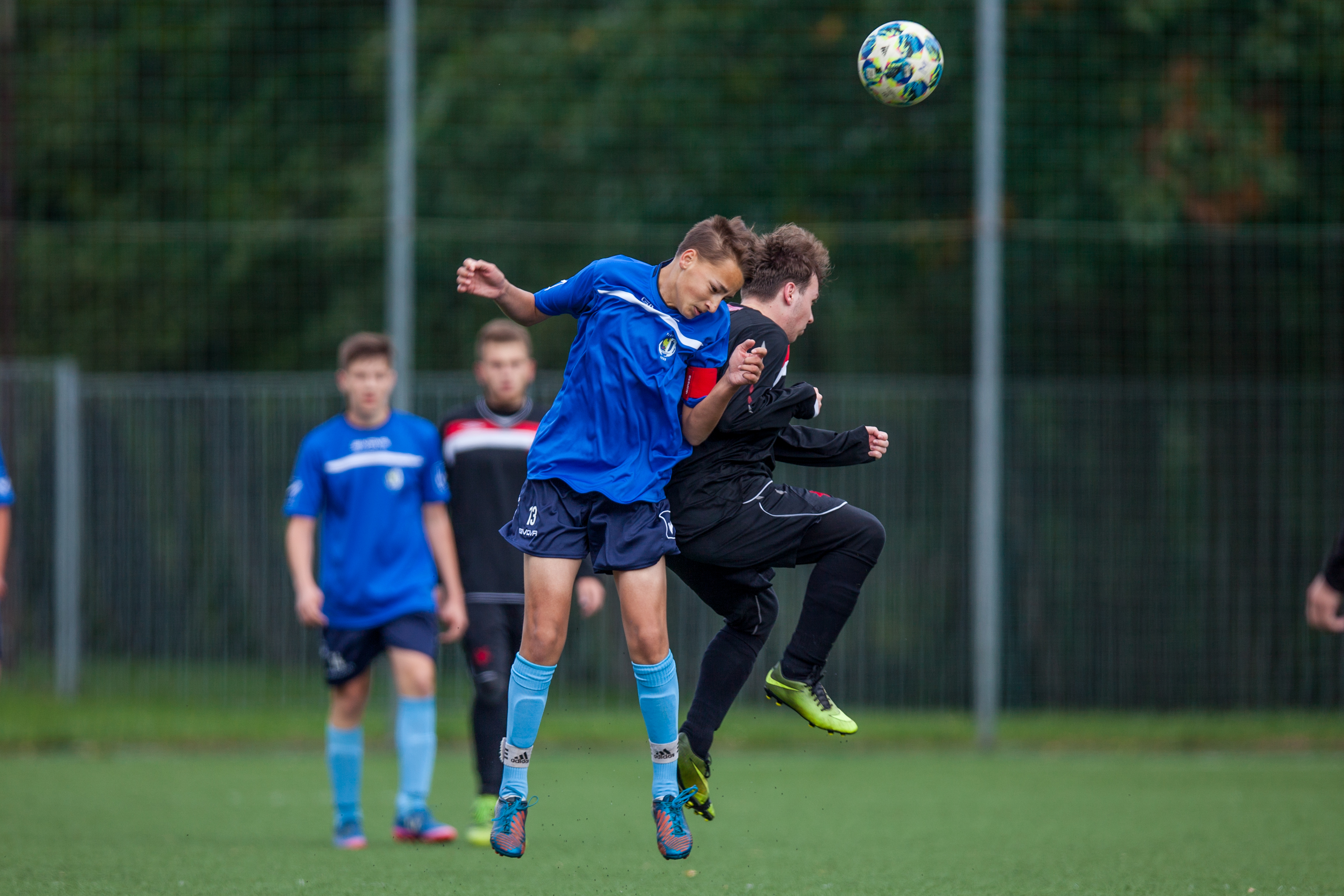
Zápas dorostu TJ Bystřice (v modrém) proti FK Slavia Orlová (2019)
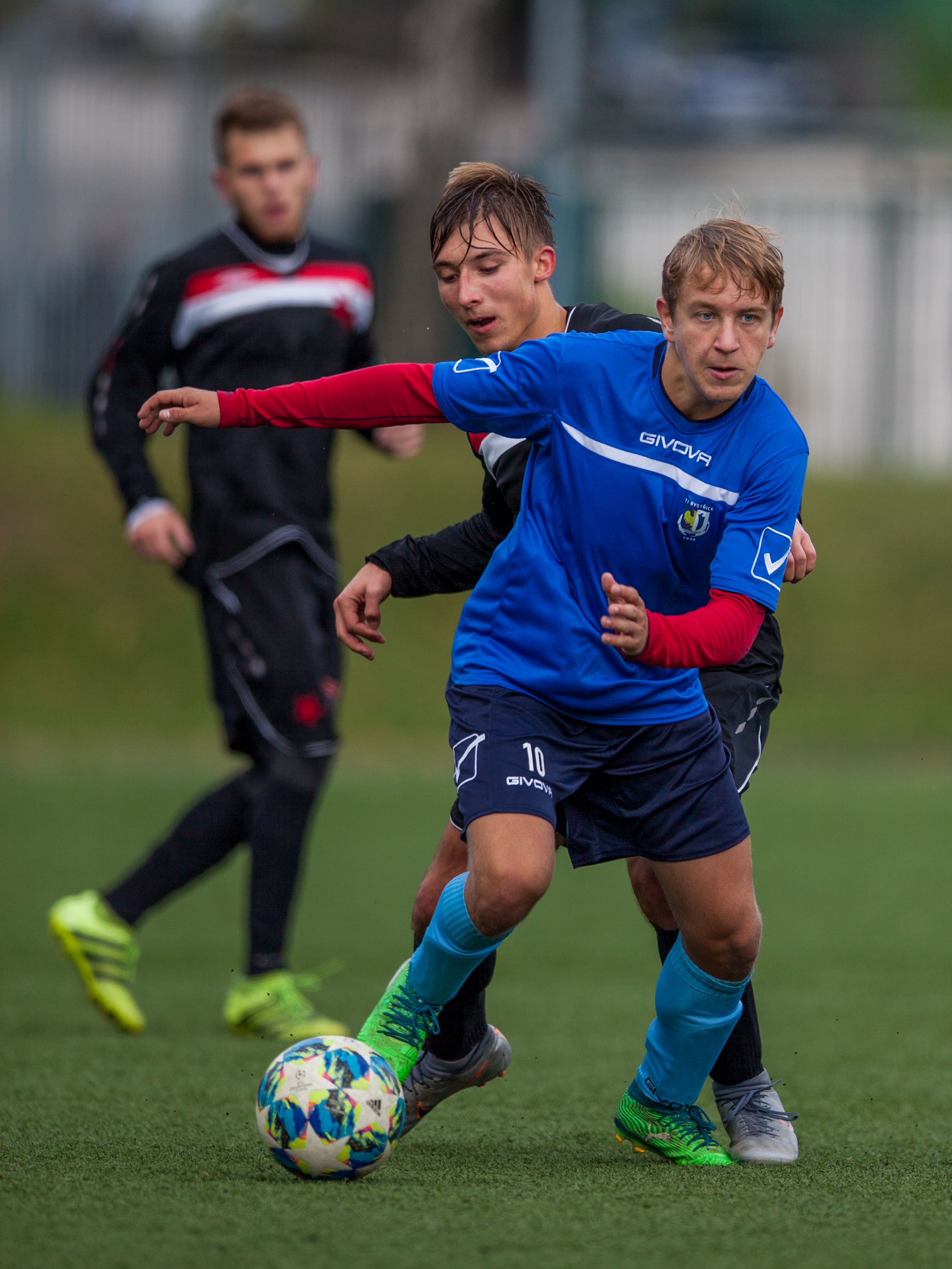
Zápas dorostu TJ Bystřice (v modrém) proti FK Slavia Orlová (2019)
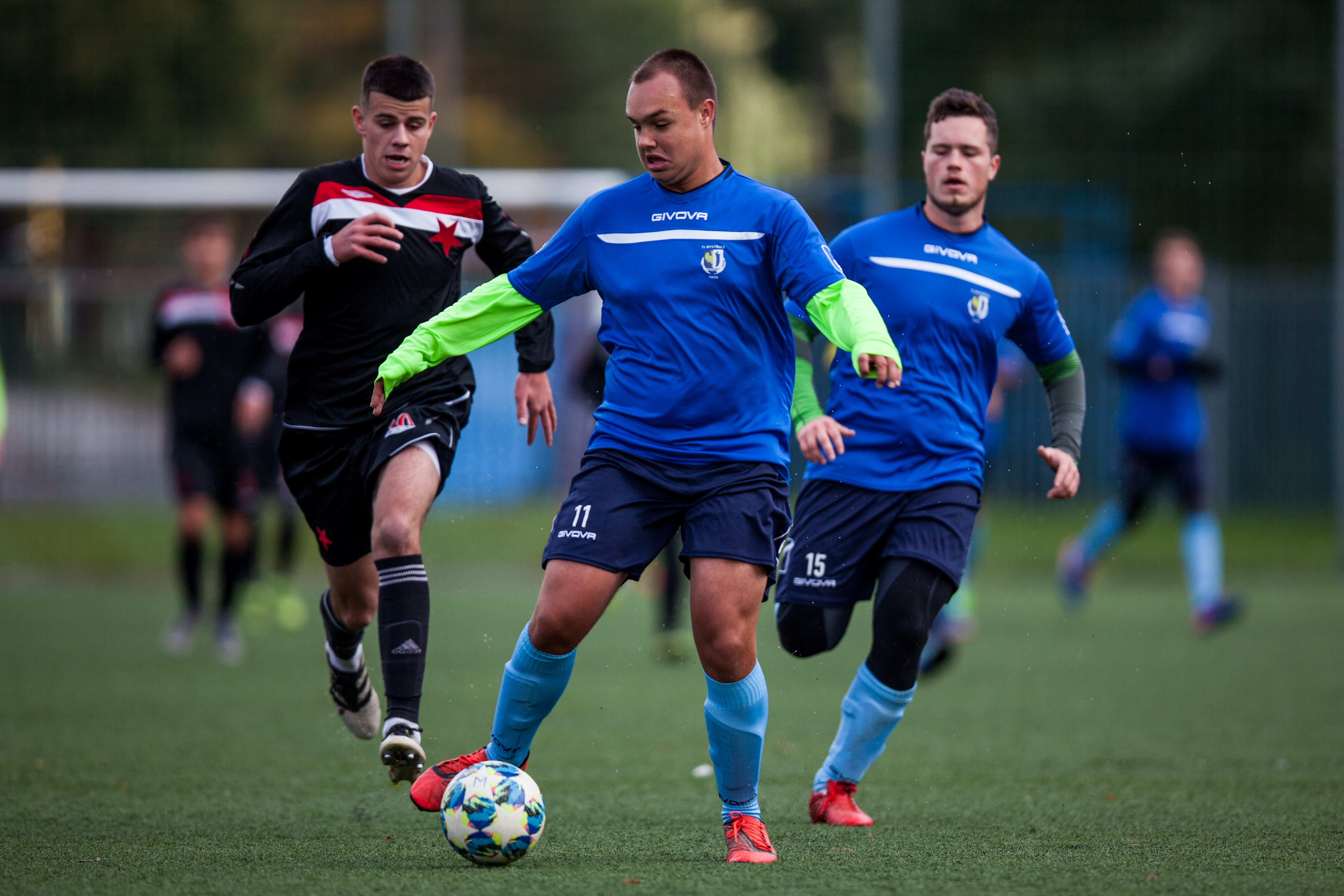
Zápas dorostu TJ Bystřice (v modrém) proti FK Slavia Orlová (2019)